# 岐阜トヨタ自動車
岐阜トヨタ自動車株式会社（ぎふトヨタじどうしゃ、英:  GIFU TOYOTA AUTOMBILE）は、岐阜県岐阜市に本社を置くトヨタ自動車の自動車ディーラーである。

## 概要
岐阜県内のトヨタ店としてトヨタ・レクサス販売店を展開している。
1936年（昭和11年）、全国で8番目となるトヨタ系ディーラーとして、岐阜トヨダ販売を設立。その後、1942年（昭和17年）11月1日付で、岐阜県自動車配給（現：岐阜トヨタ自動車）を設立した。岐阜県内のトヨタ系ディーラーでは最も歴史の長いディーラーであり、2022年（令和5年）11月1日に創立80周年を迎えた。創立80周年記念事業の一環として同年7月には、岐阜県に対し「MIRAI」を寄贈した。
2010年（平成22年）1月、トヨタ自動車の「2009年販売店表彰」にて、総合表彰（優秀店賞）を20年連続で受賞したとして、特別栄誉賞を受賞した。
2016年（平成28年）10月には「金園店」を建て替えリニューアルオープン。ショールームから離れていたサービス工場を店舗と一体化した。翌2017年（平成29年）、創立75周年を迎えるとともに、同店向かいに本社屋を新築した。
中古車販売事業では、関市の店舗において、U-Car商品化センターとU-Car店舗を併設する「製造直販体制」を導入している。 
昭和42年　トヨタレンタカー岐阜設立
昭和53年　損害保険代理店業務開始
平成元年 　ボデーサービスセンターを本巣郡北方町に開設
平成  4年 　ボデーサービスセンターを可児市に開設
平成  6年 　社員寮を岐阜市から各務原市に移転
平成10年　営業活動支援ITツール「PAL」導入
平成12年　カラフルタウン岐阜にカーロッツ岐阜、レインボーモール店開設
平成17年　 レクサス店を岐阜市、多治見市に開設
平成18年　「IT棟」を新築
平成19年　大型店舗各務原店開設（那加店・鵜沼店を統合）
平成20年　車両物流センターを各務原市に移転新築
平成21年　高山店全面改築
　　　　　 営業活動支援ITツール「i-CROP-J」導入
　　　　　 メーカー総合表彰20年連続受賞
　　　　　 メーカー特別栄誉賞受賞（全国トヨタ店で2社のみ）
平成23年　多治見店全面改築
平成24年　U-Car商品化センター移転新築
　　　　　 U-Car関稲口店開設
　　　　　 創立70周年記念式典挙行、記念旅行催行
平成26年　茜部店移転新築
　　　　　 関店移転新築
平成28年　研修センター移転新築
　　　　　 金園店新築
平成29年　創立75周年記念式典挙行、記念旅行催行
　　　　　 本社屋新築
平成30年　大垣店ショールーム全面改築
　　　　　 レクサス茜部、レクサス多治見をリニューアル
令和元年　 八幡店全面改築
　　　　　 長良店移転新築
令和３年　真正店移転新築
令和５年　長松店全面改築

## 事業

### 自動車販売事業
- 取り扱い車種

- 現行店舗

## 不祥事
2022年（令和4年）3月、ニューモデルマガジンX 2022年4月号にて、岐阜トヨタが国土交通省中部運輸局からサービス消耗性部品代金を顧客へ過剰請求していることを指摘され是正を求められたことに対し、部品代金の請求方法を実際の使用量に変更したものの、過去の過剰請求分については、顧客に対して返金対応をしない方針と報じられた。
この報道に対して岐阜トヨタは、サービス消耗性部品（ブレーキフルードやブレーキクリーナー等）の顧客への代金の請求方法が適切ではなく、代金を過剰に請求した可能性があるとして、中部運輸局岐阜支局（岐阜運輸支局）から警告処分を受けたことを同社ホームページにて発表。過剰請求分については、差額を返金することを明らかにした。
処分を受けた理由として同社は、本来、サービス消耗性部品は、車種や作業ごとの使用量に応じて請求することが望ましいが、以前は簡易的に予め定めた量を一律に請求していたため、過剰に請求していた可能性があるためとしている。警告処分以降の請求は、サービス消耗性部品の使用量に応じて請求しており、部品が余った場合には、顧客に対して処分方法を個別に聞くなどして、適切に請求していると発表した。